# 被爆遺構展示館
被爆遺構展示館（ひばくいこうてんじかん、英: Exhibit Facility for Atomic-Bombed Remnants）は、広島県広島市中区の広島平和記念公園内にある展示館。
2022年開館。2024年時点で入場無料。広島市への原子爆弾投下によって壊滅した旧中島町内の住居跡・道路跡を露出展示し、核兵器の非人道性を発信する目的で整備された。西側に峠三吉詩碑が隣接する。

## 展示
- 被爆前の町並みと暮らし[4]
- 原子爆弾による被害[4]
- 被爆遺構[4]
- 被爆の証言[4]
- 「この地」が語る歴史[4]

メインは、市の発掘調査で見つかった遺構のうち、消失した民家跡などを含む3.2m×3.2m(10.24m2)を露出展示したものになる。当初計画段階では遺構を強化ガラスで覆い露天展示することも考えられていたが、温度湿度管理が難しいこととガラス越しでは見えにくいため、平屋建の屋内展示に変えられた。また屋内での露出展示ではあるが、炭化した畳や板材は空気酸化や紫外線劣化することを避けるためレプリカに差し替えている。
露出遺構の上部にはモニターが置かれ、戦前の町並み様子や被爆前後の変化を約2分半の映像で流している。壁際には当時の写真資料や元住人の被爆証言をパネル展示している。
施設は鉄骨平屋建。外装に直射日光が入らないようにそして周辺と調和するようアルミパネルが採用された。内装は調湿作用のある木材が用いられている。元々はなにもない空地であり展示館整備後に園路が整備された。この園路は北から国立広島原爆死没者追悼平和祈念館 - 被爆遺構展示館 - 被爆アオギリを避けて二股 - 広島平和記念資料館東館と繋がっているが、これはかつて同地に存在した天神町筋の上に整備されたものであり、展示館内の道路遺構とも合致する。

## 背景
| Clip 1939年旧陸軍撮影。 | 地図 |

1999年国立広島原爆死没者追悼平和祈念館工事中に産婦人科医院や内科医院の遺構などが出土し、地中に被爆の痕跡が残っていることがわかった。2015年広島平和記念資料館耐震工事の前に大規模な発掘が行われ、ここでも痕跡や暮らしの品々が出土した。これで現在でも地中に旧中島町の町並みが残っていることが確定した。ただこれらは建物建築を前提とした工事であったため、出土品は回収されたものの遺構は埋め戻された。これを受けて中島町の元住人・市民団体・専門家などは、町並み遺構の保存・活用を要望した。更に2016年11月公開した『この世界の片隅に (映画)』の中で被爆前の中島町が描かれていたことで、その存在に注目が集まっていた。
広島市としては2006年にまとめた「平和記念施設保存・整備方針」の中で、地下に残る町並み遺構の活用を検討していると明記していた。2016年12月広島市は広島市議会一般質問の中で、別の場所で新たに遺構を発掘し被爆75周年となる2020年にそれを公開展示する方針を明らかにした。広島市は他県の事例を視察した後、2018年7月広島市が主催し各専門家や被爆者たちで結成された懇談会が開かれ、ここで旧中島町天神町筋が第1発掘候補に決まり、同年中に試掘調査が行われることになった。
ただ新型コロナウイルスの感染拡大の影響で計画は遅れることになる。2020年1月懇談会は市の整備基本方針案を正式に了承し、同年6月市は基本計画を作成し2021年度末開業を目指した。